# Psychologe
Psychologe bzw. Psychologin ist die Berufsbezeichnung von Personen, die in der Regel das Studium der Psychologie an einer Hochschule (Universität oder Fachhochschule) absolviert und als Diplom-Psychologe (Dipl.-Psych., Deutschland), Master of Science (M.Sc. Psychologie), Master of Arts (M.A. Psychologie), Bachelor of Science (B.Sc. Psychologie) oder als diplomierter Psychologe (Dipl.-Psych. FH, Schweiz) abgeschlossen haben. Damit verbunden ist die Fachkunde zur Beschreibung, Erklärung, Modifikation und Vorhersage menschlichen Erlebens und Verhaltens. Der Beruf des Psychologen ist dem Gesetz nach ein freier Beruf. Für die Tätigkeit als Psychologischer Psychotherapeut (Deutschland) ist nach dem Abschluss des universitären Diplom-/Masterstudiums eine zusätzliche mehrjährige Weiterbildung notwendig.
Psychologen sind in sehr vielen verschiedenen Anwendungsfeldern (Gesundheitswesen, Bildungswesen, Wirtschaft, Forschung und Entwicklung, Rechtswesen, Verkehrswesen, Verwaltung etc.) tätig.

## Berufsbild

### Wissenschaftliche Basis

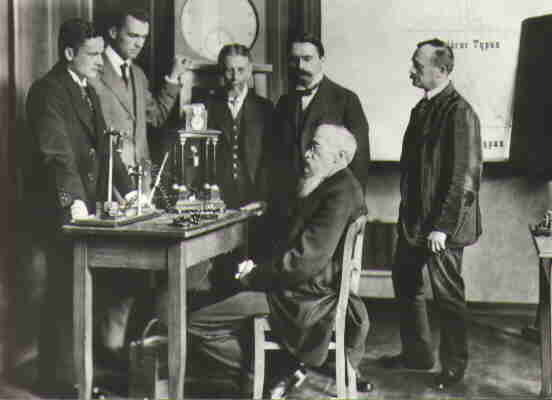
Wilhelm Wundt (sitzend) und seine Kollegen in einem psychologischen Labor, dem ersten seiner Art

Die Ausbildung in Psychologie erfolgt, orientiert am heutigen Psychologieverständnis, als empirische Wissenschaft, die sich mit dem Erleben und Verhalten des Menschen beschäftigt und enthält einen großen Anteil an Wissenschaftsmethodik und Statistik.

### Berufliche Praxis
Psychologische Arbeitsfelder sind breit gefächert: im Zentrum steht die Entwicklung, Durchführung und Evaluation von Diagnostik- und Interventionsverfahren, v. a. psychologischer Beratung und Trainings, sowohl in klinischen als auch in anderen Bereichen der angewandten Psychologie, sowie der wissenschaftlichen Grundlagenforschung.
Grundlage der psychologischen Tätigkeiten sind wissenschaftlich begründete Erkenntnisse und eine ethisch einwandfreie, vertrauenswürdige Arbeitsgestaltung und Behandlung der Klienten. Alle Arbeitsbereiche werden sowohl von Selbständigen als auch von Angestellten angeboten.

### Tätigkeitsfelder
Das Berufsfeld umfasst zahlreiche Spezialisierungen, die ggf. auch spezielle Aus- und Weiterbildungen voraussetzen, um dort tätig sein zu dürfen (z. B. im Bereich der Psychotherapie oder Verkehrspsychologie).
Typische Arbeitsbereiche sind:
- Unternehmensberatung und Personalmanagement: Personalauswahl (Entwicklung, Durchführung, Auswertung und Evaluation spezifischer Instrumente, wie z. B. Assessment-Center) und Personalentwicklung; Organisationsentwicklung, gelegentlich auch strategisches Consulting
- Markt-[2] und Meinungsforschung
- bei Polizei, Militär und ähnlichen (staatlichen) Institutionen in der Entwicklung von Personalauswahlverfahren, der Evaluation von Ausbildungs- und Trainingsmaßnahmen und der Ausbildung.[3]
- Psychologen im Strafvollzug sind z. B. zuständig für die Einschätzung der Suizidgefährdung, Flucht- und Gewaltrisikoeinschätzung, gutachtliche Stellungnahmen bei Lockerungsentscheidungen, Mitarbeit bei der Vollzugsplanung und Betreuung bis hin zur Therapie von Straftätern (letzteres nur durch Psychologische Psychotherapeuten). Gelegentlich wirken sie bei der Personalauswahl und der Ausbildung der Justizvollzugsbeamten mit. Eine Zusatzausbildung als psychologischer Psychotherapeut ist sinnvoll, aber keine Einstellungsvoraussetzung. Für eine rechtspsychologische Zusatzausbildung gilt das gleiche.
- Erziehungs-, Jugendberatungs- und Familienberatungsstellen
- Schulpsychologische Beratungsstellen
- Jugendämter, Sozialämter
- Arbeitsmarkt- und Bildungsberatung: Testung und Beratung
- verkehrspsychologische Einrichtungen oder als niedergelassener Verkehrspsychologe
- Einrichtungen der Behindertenhilfe
- Kindertagesstättenberatung
- Lehramt an Schulen, Fachober- und Fachschulen (Psychologieunterricht, häufig im berufsbildenden Bereich; z. B. Erzieher-Ausbildung)
- Psychotherapeutische Praxen (nach Ausbildung zum Psychologischen Psychotherapeuten),
- psychotherapeutische, psychiatrische oder psychosomatische Abteilungen in Kliniken (im Rahmen oder nach der Ausbildung zum Psychologischen Psychotherapeuten)
- neurologische Kliniken (meist mit Weiterbildung zum klinischen Neuropsychologen)
- Einrichtungen der Prävention und Gesundheitspsychologie
- Universitäten (Forschung und Lehre): als (reine) Wissenschaftler an Universitäten und anderen Forschungseinrichtungen, also meistens langfristig in Form einer akademischen Karriere, d. h. in der Regel über Promotion, dann Postdoc-/Assistenzzeit und Habilitation oder Juniorprofessur, dann befristeten Lehraufträgen bis zum Ruf auf eine Professur

Zur Grundlagen- und Anwendungsforschung (Forschung und Entwicklung) gehören etwa:
- Entwicklung von (Eignungs-)Tests
- zusammen mit oder in Konkurrenz zu Ingenieuren und Informatikern, teilweise auch Betriebswirten als Arbeitspsychologen z. B. in der Arbeits- und Bedienungssicherheit (Mensch-Maschine-Interaktion), in der Produktentwicklung (z. B. ergonomischen Gestaltung), in der Qualitätssicherung und Evaluation, im Sicherheits-, Risiko- und Krisenmanagement u. a. bei der Analyse von Entscheidungsprozessen

Typische gutachterliche Tätigkeiten sind etwa:
- als Gerichtssachverständiger z. B. bei Sorgerechtsentscheidungen, zu Glaubwürdigkeitsfragen von Zeugenaussagen, zur Begutachtung der Einschätzung der Rückfallsgefährdung bei Entscheidungen von Strafvollstreckungskammern der Landgerichte und bei Schuldfähigkeitsbegutachtungen als Ergänzung zum psychiatrischen Gutachten.
- als Sachverständiger in anderen behördlichen Verfahren, wie Feststellung der Fahrtüchtigkeit, sonderpädagogische Beurteilung, Mündigkeitfeststellungen etc.
- als klinische Neuropsychologen im Auftrag von Ärzten Durchführung von Leistungs- und Funktionsdiagnostik zur besseren Einschätzbarkeit z. B. des Rehabilitationspotenzials  (nach einer Hirnoperation, einem Schlaganfall etc.).

Die beiden erstgenannten Tätigkeiten erfordern nicht notwendiger- aber sinnvollerweise eine Zusatzausbildung zum Rechtspsychologen.

## Image in der Öffentlichkeit
Kanning (2014) berichtete, dass über das Berufsbild des Psychologen in der Öffentlichkeit ein verzerrtes Bild bestehe. Psychologen würden regelhaft unzulässig mit Psychotherapeuten bzw. generell mit Beratern und Helfern im Gesundheitswesen und der Erziehung gleichgesetzt. Sie würden also in Bezug auf Qualifikationen und Tätigkeiten mit anderen Berufsgruppen verwechselt (z. B. Ärzten, Psychotherapeuten).
Im Gegensatz zum häufig verzerrten Bild in der Öffentlichkeit beschreibt der Begriff des Psychologen zwar eine Person mit einem abgeschlossenen Hochschulstudium, aber keinen Heilberuf, auch wenn heilkundliches Wissen (z. B. klinische Psychologie, Grundzüge der Psychotherapie, Psychopathologie) durchaus Teil des Studiums, der weiteren Tätigkeit und Fortbildung einer großen Zahl von Psychologen ist. Aus diesem Grunde können Psychologen im institutionellen Rahmen (z. B. im psychiatrischen Bereich) oder außerhalb der Psychotherapie (z. B. in der Begutachtung oder in psychosozialen Helferinstitutionen) zwar auch klinisch-diagnostisch oder therapeutisch (z. B. Familientherapie) tätig sein, gleichwohl darf ein Psychologe ohne spezialisierte Weiterbildung in einem anerkannten Therapieverfahren nicht selbstständig heilkundlich tätig werden (siehe auch Unterschiede Psychotherapeut – Psychiater – Psychologe) und somit auch keine Arbeitsunfähigkeit bescheinigen. Dass die selbständige Ausübung der Therapie psychischer Störungen einschließlich therapeutischer Diagnostik eine Approbation mit entsprechender Weiterbildung erfordern, wie z. B. Mediziner mit Facharzt- oder Psychologen mit einer mehrjährigen Psychotherapie-Weiterbildung, ist weitgehend unbekannt.
Psychologen üben heute ebenso Tätigkeiten in Forschung, Entwicklung, Evaluation, Assessment, Ausbildung und wirtschaftsnahen wissenschaftlichen Dienstleistungen aus.

## Aus- und Weiterbildung
An den verschiedenen Universitäten ist das Psychologiestudium fakultär den Geisteswissenschaften oder den Naturwissenschaften zugeordnet und zum Teil recht pragmatisch mit anderen Fächern institutionell verbunden. Während die Psychologie in einigen anderen Ländern (z. B. Frankreich, Argentinien) eine stärker geisteswissenschaftliche Haltung einnimmt, lässt sich an vielen deutschen Universitäten eine überwiegend naturwissenschaftliche Ausrichtung beobachten.
Für einige berufliche Tätigkeiten ist neben dem Universitätsstudium eine spezialisierende Aus- oder Weiterbildung notwendig (z. B. Psychologischer Psychotherapeut oder Verkehrspsychologe). Solche meist postgradualen Weiterbildungen können zum Führen von Fachtiteln berechtigen, welche die besondere Qualifikation ausdrücken. Regelmäßige berufsbegleitende Fortbildung kann als Forderung von entsprechenden Berufsverbänden als Voraussetzung für das Weiterführen von Fachtiteln bestehen und von diesen kontrolliert werden.
Klärungsbedarf besteht, welche beruflichen Tätigkeiten von Personen ausgeübt werden können, die einen B.Sc.-Abschluss erworben haben, aber keinen Masterabschluss. Einerseits wird daran festgehalten, dass ein vollwertiger Abschluss in Psychologie nur mit einem abgeschlossenen Masterstudium erreicht werden kann und dieser Voraussetzung für den Zugang zu Spezialisierungen und Weiterbildungen bleibt. Andererseits muss die Psychologie sich der Forderung stellen, dass der B.Sc. auch ein berufsqualifizierender Abschluss sein soll.

### EU-Ebene
Auf europäischer Ebene wird im Rahmen des Bolognaprozess und der Niederlassungsfreiheit eine Harmonisierung des Berufsprofils vorbereitet (EuroPsy). Vorgesehen ist eine Mindestqualifikation in Form eines abgeschlossenen wissenschaftlichen Universitätsstudiums von mindestens fünf Jahren Dauer, in dem ein naturwissenschaftlich orientiertes Mindestcurriculum absolviert wurde. Da der Beruf hier zu den naturwissenschaftlichen Berufen gehört, wird ein Bachelor of Science (B.Sc.) bzw. Master of Science (M.Sc.) für den Beruf des Psychologen vorausgesetzt.
Für über die Bologna-Deklaration hinausgehende Spezialisierungen muss nach Abschluss des M.Sc. zusätzlich ein in Vollzeit absolviertes, einjähriges, von einem Psychologen supervidiertes und positiv evaluiertes Praxisjahr (Internship) abgeleistet werden.

### Deutschland
Psychologen üben ihre berufliche Tätigkeit als abhängig beschäftigte Arbeitnehmer oder als Selbständige aus. Die Tätigkeit von selbständigen Psychologen ist in Deutschland seit 1995, unabhängig vom konkreten Tätigkeitsbereich, als freier Beruf (Katalogberuf gem. § 18 EStG bzw. § 1 PartGG) anerkannt.
Berufspsychologen mit staatlich anerkannter wissenschaftlicher Abschlussprüfung sind nach § 203 StGB zur Verschwiegenheit verpflichtet, welche sich nicht nur auf den klinischen Bereich bezieht.
Aus wettbewerbsrechtlichen Gründen (§ 3 UWG) ist es unzulässig, die Bezeichnung Psychologe im Zusammenhang mit einer geschäftlichen Handlung zu führen, ohne über die entsprechende akademische Qualifikation zu verfügen, denn dies wird als Irreführung des Verbrauchers angesehen.
Ein Bachelorabschluss soll nach Auffassung des Berufsverbands Deutscher Psychologinnen und Psychologen (BDP) nicht zur Führung der Berufsbezeichnung Psychologe qualifizieren, da die in den Rechtskommentaren geforderte Mindestqualifikation nicht erreicht werde. Außerdem vertritt der BDP die Ansicht, die Führung der Berufsbezeichnung Psychologe ohne über eine entsprechende akademische Ausbildung zu verfügen, sei nach § 132a Abs. 2 StGB strafbar.
Gesetzliche Regelung der universitären Ausbildung in Deutschland
Das Studium der Psychologie mit dem Abschluss Diplom ist in Deutschland seit 1941 gesetzlich geregelt und wurde seit Neugründung der universitären Lehre nach dem Ende des Nationalsozialismus regelmäßig durch die Deutsche Gesellschaft für Psychologie (DGPs) und die Kultusministerkonferenz (KMK) überarbeitet. Ziel der Ausbildungsorganisation war die Professionalisierung der Absolventen, also die Standardisierung und qualitative Sicherung der berufsmäßigen Ausübung der Psychologie. Für die neuen Studiengänge mit Abschlüssen als Bachelor und Master gibt es nur noch Empfehlungen der DGPs, welche sich nach der Umstellung auf den Bologna-Prozess am früheren Diplom-Studiengang orientieren. Eine gesetzliche Regelung und damit Bindung von Hochschulen an bestimmte wissenschaftliche Standards und (bestimmte) Inhalte eines Studiums mit der Bezeichnung Psychologie existieren für die neuen Studiengänge nicht mehr.
Durch eine mindestens dreijährige, selbst zu finanzierende Vollzeit-Zusatzausbildung/Aufbaustudium kann ein akademisch ausgebildeter Diplom-Psychologe den gesetzlich geschützten Titel des Psychotherapeuten erwerben, indem er nach bestandener Staatsprüfung die Approbation als Psychologischer Psychotherapeut erhält, mit der er dann im Rahmen der bedarfsabhängigen gesetzlichen Bestimmungen eine Kassenzulassung beantragen kann.
Änderung der Ausbildung: Umstellung auf Bachelor- und Masterstudiengänge
Ursprünglich stellte die DGPs die Forderung, dass eigentlich nicht der Bachelor, sondern der Master der Regelabschluss sein müsste. „Psychologie ist ein komplexes Studium, so komplex wie sein Gegenstand, das menschliche Verhalten und Erleben. Die Wissens- und Kompetenzvermittlung nimmt mehr als drei Jahre in Anspruch“, sagt Hannelore Weber, seit 1994 Professorin an der Uni Greifswald und von 2004 bis 2006 Präsidentin der Deutschen Gesellschaft für Psychologie. Diese Forderung ließ sich aber gegen die bildungspolitischen Forderungen der Politik nicht umsetzen.
Auch bei der Umstellung des Studiums vom Diplom auf Bachelor und Master stoßen die Fachbereiche auf bildungs- und hochschulpolitische Hürden bei der Umsetzung der DGPs-Empfehlungen. Zum einen wird zu wenig Zeit für das Studium eingeräumt, was in ersten Erfahrungen nur durch Reduktion der Anforderungen (Niveau) und der zu erbringenden Prüfungsleistungen kompensiert werden konnte (mitgeteilt auf dem Symposium Neue Studiengänge auf dem DGPs-Kongress 2006 in Nürnberg). Zum anderen wurde der Curricularnormwert von 4,0 (Diplom-Psychologie) auf Werte zwischen 2,2 und 3,4 (Bachelor of Science) bzw. zwischen 1,1 und 1,7 (Master of Science) deutlich reduziert (ebd.). Verluste sollen durch Einrichtung von postgradualen Studiengängen (Graduiertenkollegs) kompensiert werden. Damit scheint der Weg, der auch bei vergleichbaren Studiensystemen im Ausland beschritten wird, auch in Deutschland zur Notwendigkeit zu werden.
Ziele der Ausbildung zum Psychologen  (früher Diplom, heute konsekutiver Studiengang Bachelor - Master)
Der Abschluss Diplom (verliehener akademischer Grad: Diplom-Psychologe: Dipl.-Psych.) wurde vor der Umstellung der deutschen Universitäten im Zuge des Bologna-Prozesses verliehen. Die richtlinienorientierte universitäre Diplom-Ausbildung des Psychologen in Deutschland benötigte real, unabhängig von der Regelstudienzeit, sechs bis sieben Jahre, seit der Reform des Studiums auf das Bachelor- und anschließende Masterstudium beträgt die Studiendauer in der Regel ca. 5 Jahre. Ziel ist es, dass ein berufspraktisch arbeitender Psychologe bei praktischen Entscheidungen auf wissenschaftliche Methodologie und empirische Befunde zurückgreifen kann, im Rahmen seiner Tätigkeit nur wissenschaftlich valide Methoden, Instrumente und Techniken einsetzt, dass er, soweit möglich, seine Kunden, Klienten, Patienten, sowie Mitglieder anderer Berufsgruppen über empirische Befunde und wissenschaftlich begründete Analyse-, Klärungs- und Lösungsmöglichkeiten ihrer Probleme und Fragestellungen informiert und Fragen selbst mittels angewandter Forschung und Entwicklung bearbeitet und die Befunde für sich und andere anwendungsorientiert umsetzt. Weitere Ziele sind der Gebrauch des Fachwissens zu Aufbau und Aufrechterhaltung von effektiver Zusammenarbeit und Teamarbeit mit Angehörigen anderer Berufsgruppen und zur Verfügung stellen des durch das Training in wissenschaftlichen Methoden und in der Durchführung von empirischer Forschung erworbenen Know-Hows für andere Berufsgruppen, die nicht über eine solche Ausbildung verfügen, um z. B. Team- und andere Entscheidungen wissenschaftlich abzusichern, die Qualität der Arbeit zu verbessern usw. Weiterhin soll ein Psychologe eigenes Handeln für andere transparent gestalten, es selbst kritisch reflektieren und vor allem wissenschaftlich evaluieren, sowie sich kontinuierlich fortbilden.
Berufschancen in Deutschland
Der Berufs-Chancen-Check gibt 206 Berufe an, die wissenschaftlich ausgebildete Psychologen ausüben können. Es zeigt sich eine Fortsetzung des Trends, dass sowohl in der Ausbildung im Bachelor-Master-System wie auch in der Berufspraxis psychosoziale und klinische Bereiche und Tätigkeiten stark rückläufig sind, zugunsten wirtschaftsnaher und auch neuer Arbeitsfelder, in denen allerdings stärker die wissenschaftlich-methodischen Kompetenzen von Psychologen nachgefragt werden. Dabei gibt es weiterhin einen starken Trend weg vom klassischen Angestelltenverhältnis hin zur Selbständigkeit.

### Österreich
Rechtsgrundlagen: Das Psychologengesetz

In Österreich sind Ausbildung, Zugang, Berufsbezeichnung und -ausübung durch das Bundesgesetz über die Führung der Berufsbezeichnung „Psychologe“ oder „Psychologin“ und über die Ausübung des psychologischen Berufes im Bereich des Gesundheitswesens (Psychologengesetz) geregelt.
Dabei ist ausdrücklich festgelegt:
„Zur Führung der Berufsbezeichnung „Psychologe“ oder „Psychologin“ ist berechtigt, wer entweder 1. die Studienrichtung Psychologie mit dem akademischen Grad Magister der Philosophie oder Magister der Naturwissenschaften abgeschlossen hat, 2. das Studium der Psychologie als erstes Fach […] mit dem Doktorat der Philosophie abgeschlossen hat, 3. das Studium der Psychologie […] mit dem Titel „Diplompsychologe“ abgeschlossen hat oder 4. einen in Österreich nostrifizierten Abschluss eines ordentlichen Studiums der Psychologie an einer ausländischen Hochschule nachweist.“ (§ 1 Abs. 1 Psychologengesetz)

Diplompsychologe ist die alte Bezeichnung, anstelle des Magister treten Bachelor/Master of Science.
Berufsbereich Psychologie: Berufe und Ausbildungen
Der Beruf umfasst folgende Felder:
gesundheitsberufliche Spezialisierungen
- Klinischer Psychologe[22]
- Gesundheitspsychologe[23]

Für beide Berufe ist umfangreiche Weiterbildung notwendig, sie umfasst den Erwerb theoretischer und praktischer fachlicher Kompetenz, erstere im Ausmaß einer Gesamtdauer von zumindest 160 Stunden (§ 5 Abs. 1) in Lehrveranstaltungen anerkannter privat- oder öffentlich-rechtlicher Einrichtungen einschließlich der Universitätsinstitute und Universitätskliniken (§ 5 Abs. 1), zweitere von 1480 Stunden, davon zumindest 150 Stunden innerhalb eines Jahres in einer facheinschlägigen Einrichtung des Gesundheitswesens (§ 5 Abs. 2), sowie eine begleitende Supervision in der Gesamtdauer von zumindest 120 Stunden (§ 5 Abs. 2 Z. 2), mit Bestätigung (§ 9).
Nur dann ist der Psychologe berechtigt, im Gesundheitswesen tätig zu sein, dann aber auch als vollwertiger Gesundheitsberuf. Die Ausübung des Berufes umfasst dann insbesondere (§ 3 Abs. 2):
1. die klinisch-psychologische Diagnostik hinsichtlich Leistungsfähigkeit, Persönlichkeitsmerkmalen, Verhaltensstörungen, psychischen Veränderungen und Leidenszuständen sowie sich darauf gründende Beratungen, Prognosen, Zeugnisse und Gutachten
2. die Anwendung psychologischer Behandlungsmethoden zur Prävention, Behandlung und Rehabilitation von Einzelpersonen und Gruppen oder die Beratung von juristischen Personen sowie die Forschungs- und Lehrtätigkeit auf den [im Gesetz] genannten Gebieten
3. die Entwicklung gesundheitsfördernder Angebote und Projekte

Nach Gesetz unterliegen Klinische und Gesundheitspsychologen dann auch medizinischen Grundverpflichtungen wie Ausüben des Berufs nach bestem Wissen und Gewissen, Weiterbildung unter Beachtung der Entwicklung der Erkenntnisse der Wissenschaft, Verschwiegenheit, Auskunft über die Behandlung, und Ähnlichem (Berufspflichten §§ 13,14). Sie werden auch in eine am Bundeskanzleramt geführte Berufsliste eingetragen (Liste der klinischen Psychologen und Gesundheitspsychologen §§ 16,17)
- Außerdem ist eine Fachspezialisierung möglich als
- PsychotherapeutIn[20] (Spezialausbildung nach Psychotherapiegesetz, Vorbildung Studium der Psychologie- oder Psychotherapiewissenschaft, umfasst psychotherapeutisches Propädeutikum, 2 Jahre und Fachspezifikum, 3–7 Jahre)
- SupervisorIn[21] (diesen Beruf können auch Sozialarbeiter ergreifen)
- Neuropsychologe[20] als wissenschaftlich-klinische Spezialisierung

Weitere Spezialausbildungen sind etwa Psychosozialer Gesundheitstrainer, Mehrfachtherapie-Konduktor für Cerebralparetiker und Mehrfachbehinderte
Verwandte Berufe – das heißt, dass die Ausbildung teilweise angerechnet wird – sind
Arzt, Bildungs- und Berufsberater, Ehe- und Familienberater, Kognitionswissenschafter, Lebens- und Sozialberater, Pädagoge, psychiatrische Gesundheits- und Krankenschwester/Pfleger, Psychotherapeut, Sozialarbeiter, Soziologe.
Lehramt
- Für den Psychologieunterricht (Unterrichtsfachs Psychologie und Philosophie) an höheren allgemeinbildenden und berufsbildenden Schulen ist das Lehramtsstudium Psychologie und Philosophie Voraussetzung[21] (diesen Beruf können auch Absolventen eines Philosophiestudiums ergreifen)

auch außerhalb des Gesundheitssektors
- Arbeitspsychologe[20]
- Forensischer Psychologe[20]
- Kommunikationspsychologe
- Schulpsychologe[20]
- Sozialpsychologe[20]
- Suchtpsychologe[20]
- Verkehrspsychologe[20]
- Wirtschaftspsychologe[20]

Zugeordnet wird der Beruf Psychologe dem Berufsbereich Gesundheit und Medizin nach AMS für die gesetzlich besonders geregelten Formen, sonst den Bereichen Soziales, Erziehung und Bildung und Wissenschaft, Forschung und Entwicklung, oder der Berufsgruppe Gesundheit/Medizin/Pflege (Arbeitsfeld Arbeitsplatz Krankenhaus) nach BIC
Ausbildung in Österreich

Das Universitätsstudium Psychologie (Bachelor- und Diplomstudium, 6 bzw. 10 Semester) wird in Österreich derzeit (Stand 2011/12) angeboten:
- Alpen-Adria-Universität Klagenfurt (Bachelor/Diplom)
- Paris-Lodron-Universität Salzburg (Bachelor)
- Karl-Franzens-Universität Graz (Bachelor/Diplom)
- Universität Innsbruck (Bachelor)
- Universität Wien (Bachelor/Diplom)
- UMIT TIROL - Private Universität für Gesundheitswissenschaften und -technologie (Bachelor, Master, Doktorat)
- Sigmund Freud Privatuniversität (Bachelor, dort auch Studium der Psychotherapiewissenschaften Bachelor/Diplom)
- Webster University Vienna (Bachelor of Arts – Psychology Major angloamerikanischen Typs, 3–4 Jahre, engl.)

Das Studium hat großen Andrang, an den meisten österreichischen Universitäten wurden Zugangsbeschränkungen eingerichtet.
Für die berufliche Weiterbildung gibt es, neben Krankenhäusern und Universitäten auch:
- Österreichischen Akademie für Psychologie (ÖAP)

Die Niederlassungsfreiheit ist über das Bundesgesetz über die Niederlassung und die Ausübung des freien Dienstleistungsverkehrs von klinischen Psychologen und Gesundheitspsychologen aus dem Europäischen Wirtschaftsraum (EWR-Psychologengesetz) geregelt, es gilt für die EWR-Vertragsstaaten und die Schweizerische Eidgenossenschaft, sowie dann für Drittländer, wenn deren Ausbildung in ersteren anerkannt ist. Im Ausland ausgebildete Nicht-Österreicher werden damit – eine vorausgehende Prüfung der Ausbildung durch den Gesundheitsminister vorausgesetzt – Österreichern (mit in- und ausländischer Qualifikation) gleichgestellt und allenfalls ebenfalls in der Liste der klinischen Psychologen und Gesundheitspsychologen zertifiziert.
Organisationen und Institutionen
- Berufsvertretung ist der Berufsverband Österreichischer Psychologinnen und Psychologen (BÖP), 1953 gegründet, der auch die Österreichische Akademie für Psychologie betreibt
- universitäre Interessensvertretung die Österreichische Gesellschaft für Psychologie (ÖGP), 1993 an der Universität Wien gegründet
- Gesellschaft Kritischer Psychologen und Psychologinnen (GkPP), Vertreter der Kritischen Psychologie in Österreich
- zuständige Behörde ist das Bundesministerium für Wissenschaft und Forschung (bmwf), für die Klinischen und Gesundheitspsychologen aber das Bundesministerium für Gesundheit (bmg)

Dem Psychologenbeirat, dem Beratungsorgan am Bundeskanzleramt (laut § 19 Psychologengesetz) gehören neben Vertretern von BÖP, ÖGP und GkPP und Psychotherapiebeirat beim Bundeskanzleramt auch Vertreter folgender Organisationen der Sozialpartnerschaft an: Österreichische Ärztekammer, Bundeskammer der Gewerblichen Wirtschaft, Hauptverband der Österreichischen Sozialversicherungsträger, Österreichischer Arbeiterkammertag, Österreichischer Gewerkschaftsbund, Präsidentenkonferenz der Landwirtschaftskammern Österreichs
Weitere spezialisierte anerkannte Organisationen und Fachgesellschaften sind:
- Gesellschaft für Neuropsychologie Österreich[30]
- Notfallpsychologischer Dienst Österreich[31]
- Österreichisches Netzwerk Mediation[32]
- Verein für ambulante Psychotherapie[33]

### Schweiz
2013 ist das Psychologieberufegesetz (PsyG) in Kraft getreten. Es regelt den Titelschutz und die Berufspflichten der Psychologen. Zwecke sind der Gesundheitsschutz und der Schutz vor Täuschung und Irreführung von Personen, die Leistungen auf dem Gebiet der Psychologie in Anspruch nehmen. Zu diesem Zweck werden anerkannte inländische Hochschulabschlüsse in Psychologie, Anforderungen an die Weiterbildung, Voraussetzungen für die Erlangung eines eidgenössischen Weiterbildungstitels, periodische Akkreditierung der Weiterbildungsgänge, Anerkennung ausländischer Ausbildungsabschlüsse und Weiterbildungstitel, Anforderungen an die privatwirtschaftliche Berufsausübung der Psychotherapie in eigener fachlicher Verantwortung sowie die Voraussetzungen für die Verwendung geschützter Berufsbezeichnungen und eidgenössischer Weiterbildungstitel festgelegt. Die zugehörige Verordnung regelt u. a. Weiterbildung, Anerkennung ausländischer Abschlüsse, Akkreditierung von Weiterbildungsgängen, Titelverwendung in der Berufsbezeichnung. Danach dürfen sich nur die Personen „Psychologe“ oder „Psychologin“ nennen, die einen nach Gesetz anerkannten schweizerischen Master-, Lizenziats- oder Diplomabschluss in Psychologie an einer schweizerischen Universität oder Fachhochschule erworben haben. Vergleichbare ausländische Abschlüsse werden dann anerkannt, wenn die für ausländische Abschlüsse zuständige Psychologieberufekommission diese nach Abwägung anerkennt oder ein Staatsvertrag zur gegenseitigen Anerkennung entsprechender Diplome vorliegt. Bachelors dürfen sich gewerblich nicht schriftlich als Psychologe/Psychologin bezeichnen. Der Bachelortitel (Bachelor of Science in Psychologie) ist aber ebenfalls geschützt.
In der Schweiz wird ein Psychologiestudium – früher mit dem Abschluss eines Lizenziats (lic.phil.), heute EU-kompatibel als BA/BSc- oder MA/MSc-Studium – an folgenden Universitäten angeboten: Basel, Bern, Freiburg, Genf, Lausanne, Neuenburg und Zürich.
Die Studienpläne entsprechen dabei weitgehend etwa denen in Deutschland, Schweizer Wissenschaftler haben an der Erarbeitung der Empfehlungen der Deutschen Gesellschaft für Psychologie mitgearbeitet.
Daneben wird ein Fachhochschulstudium an der Zürcher Hochschule für Angewandte Wissenschaften – Departement Psychologie (ZHAW-P) und der Fachhochschule Nordwestschweiz (FHNW) – Hochschule für Angewandte Psychologie, mit einer Ausbildung zum Psychologen angeboten, welches gesetzlich anerkannt ist (BSc. MSc.). Der Ausbildungsschwerpunkt liegt dabei vor allem auf dem Aspekt der angewandten Psychologie. Die Vorgängereinrichtung bot bis 2003 Ausbildungsabschlüsse mit dem Titel Psych. IAP (Institut für angewandte Psychologie) danach wurde das Institut in eine Hochschule für angewandte Psychologie HAP umgewandelt und es wurde bis 2009 mit dem Titel dipl. Psych. FH  abgeschlossen. Der dipl. Psychologe FH ist ebenfalls gesetzlich geschützt.
Die Föderation der Schweizer Psychologinnen und Psychologen (FSP) als Dachverband mit ihren kantonalen und thematischen Gliedverbänden ist der größte Berufsverband (über 8000 Mitglieder) der Psychologen in der Schweiz (Gründung 1987). Daneben besteht noch der ältere Schweizerische Berufsverband für Angewandte Psychologie (Gründung 1952), in welchen sich mehrheitlich die FH-Psychologen organisiert haben (ca. 900). Die Schweizerische Gesellschaft für Psychologie (SGP, Gründung 1943) als älteste Psychologenvereinigung der Schweiz ist die Wissenschaftliche Gesellschaft der Psychologie in der Schweiz.

### Andere Staaten
In einigen Staaten, wie z. B. in den USA oder in Australien, ist Psychologe ebenfalls eine geschützte Berufsbezeichnung, die aber darüber hinaus einer besonderen staatlichen Zulassung zusätzlich zu einem absolvierten Studium bedarf. Da staatliche Regelungen für die Ausbildung von Psychologen oft fehlen, wird jeder Antragsteller in Bezug auf seine erworbenen Kompetenzen überprüft, ob und inwieweit er über eine ausreichende Qualifikation verfügt, als Psychologe (unabhängig vom Berufsfeld) verantwortungsvoll tätig sein zu können; dieses Vorgehen dient als Vorbild für die europäische Regelung. Darauf aufbauend gibt es auch weitere staatliche Zulassungen, wie z. B. für den Bereich der Psychotherapie.